# Оцука (станция, Токио)

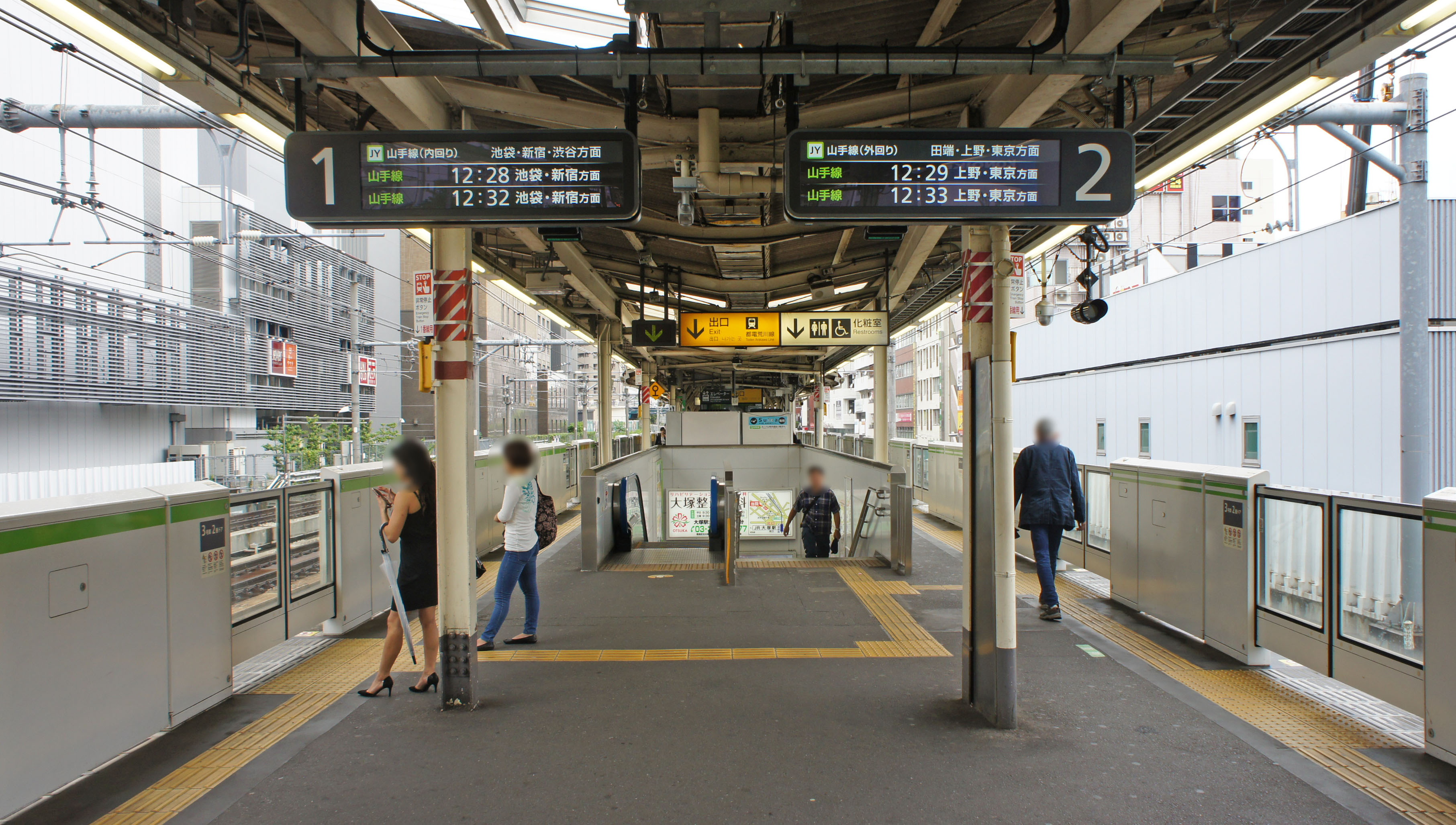
Платформа станции

Станция Оцука (яп. 大塚駅 о:цука эки) — железнодорожная станция на линиях Яманотэ и Тодэн-Аракава, расположенная в специальном районе Тосима в Токио. Станция была открыта 1 апреля 1903 года. Остановка линии Тодэн-Аракава носит название Остановка станция Оцука (яп. 大塚駅前停留場 о:цука экимаэ тэйрю:дзё:). На станции установлены автоматические платформенные ворота.

## Планировка станции
Одна платформа островного типа и 2 пути.
| 1 | ■Линия Яманотэ | Икэбукуро・Синдзюку |
| 2 | ■Линия Яманотэ | Уэно・Токио         |

## Близлежащие станции
| «         |  | Линия               |  | »             |
| --------- |  | ------------------- |  | ------------- |
| Икэбукуро |  | Линия Яманотэ       |  | Сугамо        |
| Мукохара  |  | Линия Тодэн-Аракава |  | Сугамо-Синдэн |